# Boedapest Symfonieorkest

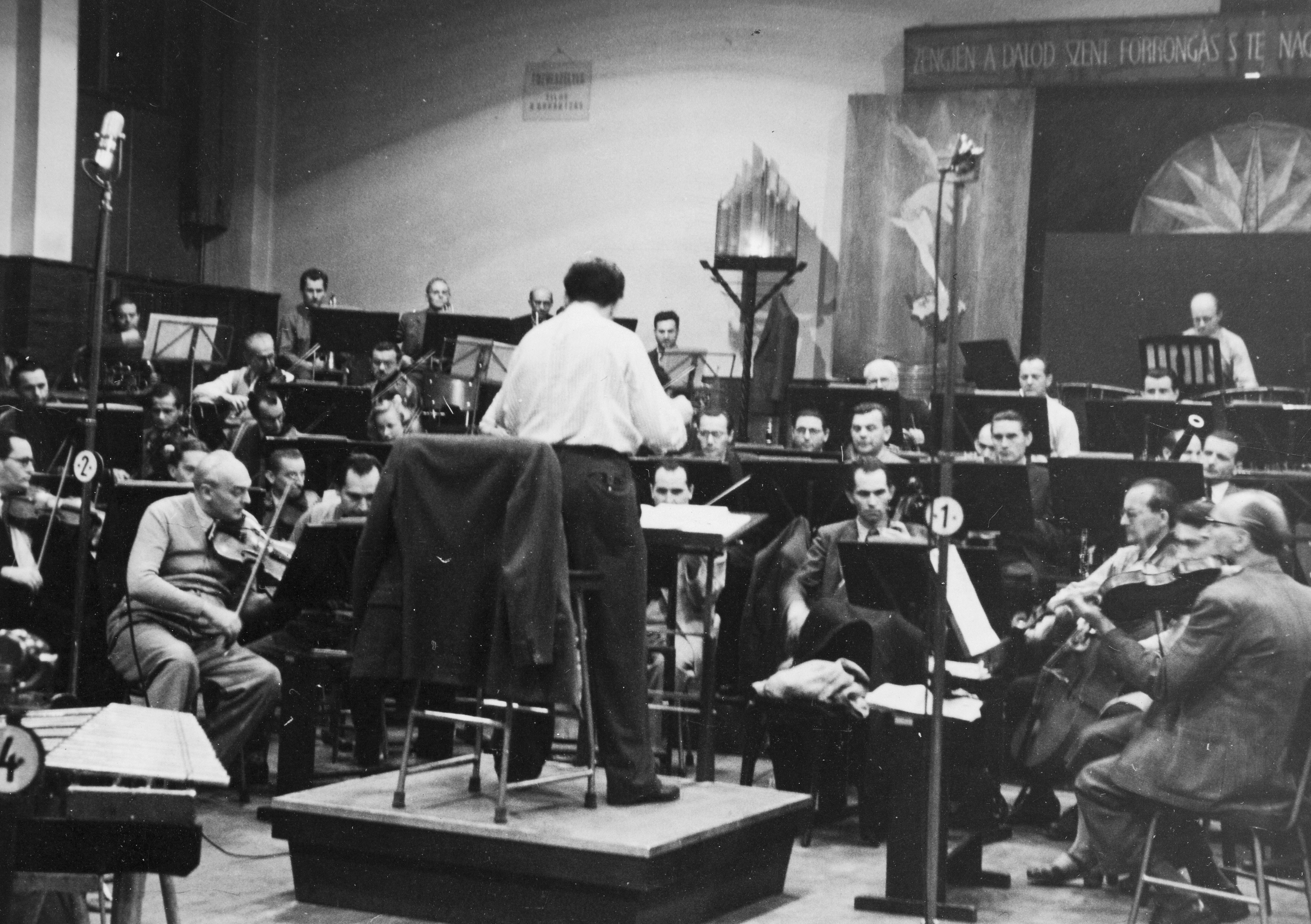
Boedapest Symfonieorkest

Het  Boedapest Symfonieorkest is een Hongaarse orkest. Het maakt deel uit van de Hongaarse televisie en Omroep, Magyar Radio.

## Achtergrond en Dirigenten
Het  Boedapest Symfonieorkest werd opgericht in 1943 door dirigent Ernst von Dohnanyi. Het orkest trad op met gerenommeerde dirigenten, solisten en componisten, zoals Otto Klemperer, Carlo Zecchi, Claudio Abbado en Georg Solti. De opnames van het orkest worden gepubliceerd, onder meer door Naxos, Gramy Records en Hungaroton.